# Retirada

La retirada de Napoleón de Moscú en 1812.

La retirada es un tipo de operación militar que en general implica el abandonar la posición ocupada y replegarse a otra u otras más seguras. Un retiro se puede emprender como parte de un retractamiento, para consolidar fuerzas, para ocupar la tierra que se defienda más fácilmente, o para conducir al enemigo hacia una emboscada. Se considera una operación relativamente aventurada y peligrosa, que requiere disciplina para evitar caer en una derrota desorganizada.

## Retirada táctica
Una retirada puede ser anticipado, como cuando es una fuerza que defiende fuera de tiempo o en tierra desventajosa, pero debe causar tanto daño a un enemigo como sea posible. En tal caso, la fuerza que se retira puede emplear un número de ingeniosas tácticas y estrategias para impedir el progreso del enemigo. Esto podía incluir fijar minas o las bombas escondidas durante o antes de la retirada, conduciendo el enemigo hacia trampas preparadas de la artillería, o el uso de las tácticas de tierra quemada.
Un ejemplo de retirada táctica lo dieron los miembros del EVN y del Vietcong contra el 7º de Caballería Aerotransportada durante la Guerra de Vietnam. Cuando atacaron varias unidades de una división aerotransportada y se retiraron al valle de Ia Drag en la que fue la Batalla del valle de Ia Drang. De no haber sido por la potencia de fuego desplegada por la aviación estadounidenses sus tropas podían haber quedado aniquiladas.

## Derrota
En guerras antiguas, la principal meta de una armada era desmoralizar al enemigo y derrotarlo en campo de batalla. Una vez que la fuerza enemiga se hubiera desorganizado, perdiendo así su capacidad de luchar, los triunfadores procuraban matar a tantos como pudieran o capturalos como prisioneros. Irónicamente, las tropas indisciplinadas no podrían ser prevenidas del peligro que corrían al romper su formación y perseguir al enemigo, haciéndose totalmente vulnerables para contraatacar con una fuerza de reserva. De esta forma las retiradas fingidas resultaban especialmente temibles; pero no solo para las fuerzas irregulares sino también para ejércitos bien entrenados y mandado. Expertos en esta táctica eran los partos.
En la Batalla de Carrhae usando esta retirada fingida los jinetes partos emplearon esta táctica contra los hombres del cónsul Craso causando un gran número de pérdidas. Éstas, junto al empleo de la logística que desarrolló el general Surena para abastecer a sus soldados, causaron una terrible derrota a los romanos con la muerte de su general entre las bajas.
- Datos: Q1760704
- Multimedia: Withdrawals / Q1760704
- Citas célebres: Retirada